# Tulipes et cheminées

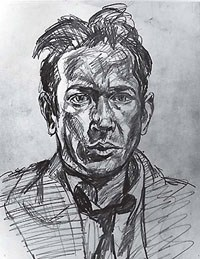
Autoportrait d'E. E. Cummings (vers 1920).

Tulipes et cheminées (titre original : Tulips and Chimneys) est un recueil de poésies de E. E. Cummings, publié en 1923. 
C'est le premier entièrement consacré à la poésie de Cummings, ses œuvres avaient été précédemment publiées avec d'autres dans Eight Harvard Poets.
Le titre original de Cummings aurait dû être Tulips & Chimneys (avec une esperluette), mais il fut rejeté par l'éditeur Thomas Seltzer (en), qui remplaça l’esperluette par le mot « and ». Finalement, plus tard, le livre sera publié avec le recueil &, sous le titre original de Cummings.
Tulipes et cheminées contient, entre autres, les poèmes All in green went my love riding, Thy fingers make early flowers of et Buffalo Bill's. Le manuscrit original contenait 152 poèmes dont seulement 86 figurent dans cet ouvrage. 41 des autres parurent plus tard dans XLI Poems et le reste (ainsi que 34 nouveaux poèmes) a été imprimé à titre privé par l'auteur dans le volume simplement intitulé & en 1925.